# Gia phả

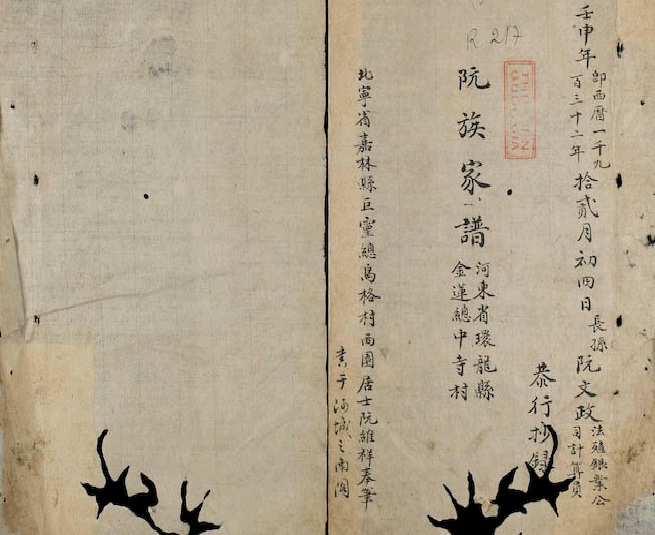
Gia phả dòng họ Nguyễn Đông Tác (bản sao chép năm Nhâm Thân (1932). Dòng chính ghi "Nguyễn tộc gia phả, Hà Đông tỉnh, Hoàn Long huyện, Kim Liên tổng, Trung Tự thôn"

Gia phả là bản ghi chép tên họ, tuổi tác, ngày giỗ, vai trò và công đức của cha mẹ, ông bà, tổ tiên và mộ phần của một gia đình lớn hay một dòng họ.
Gia phả có thể được coi như một bản sử ký của một gia đình hay một dòng họ. Gia phả có khi gọi là Phổ ký, có khi là Phổ truyền. Các nhà Tông thất (dòng dõi vua quan), có khi gọi gia phả của vương triều mình hay gia tộc mình bằng từ ngữ trân trọng hơn: Ngọc phả, Thế phả...
Tại các nước Đông Á, chịu ảnh hưởng của Đạo Khổng, các thế hệ sau trong dòng họ hay vương triều phải giữ đạo Trung, đạo Hiếu. Việc xây dựng và lưu truyền gia phả được xem là một cách ghi nhớ công ơn tổ tiên, gây dựng lòng tự hào trong dòng tộc.
Ở Tây phương, người ta có tập tục làm cây phả hệ hay phả đồ, tương tự như Tông đồ của người Hoa hay người Việt.
Một Tông đồ, một Gia phả, một Phả ký, một Phổ truyền dù đơn sơ hay súc tích cũng đều trở nên những tài liệu quý báu cho nhà xã hội học, nhà sử học về sau. Nó còn có thể hữu dụng cho những nghiên cứu về tâm lý, về di truyền học, huyết học, y học nữa.
Môn học nghiên cứu về gia phả là gia phả học.

## Trung Quốc
Tại Trung Quốc, gia phả đã xuất hiện dưới dạng thức "thế bản" từ thời nhà Chu (1122-256 TCN). Gia tộc Khổng Tử vẫn còn lưu giữ được gia phả ghi chép từ năm 600 trước công nguyên cho tới nay

## Việt Nam
Tại Việt Nam, gia phả sơ giản ghi chép tên cúng cơm, ngày giỗ và địa điểm an táng của ông cha. Theo các nhà sử học phỏng đoán thì gia phả đã xuất hiện từ thời Sĩ Nhiếp làm Thái thú ở Giao Chỉ, hoặc gần hơn tức là từ thời Lý Nam Đế (khoảng nǎm 503-548). Nhưng phải đến thời nhà Lý, nhà Trần mới xuất hiện những cuốn tộc phả, thế phả (ghi cả thế thứ, tông tích toàn họ), phả ký (ghi lại hành trạng, sự nghiệp của tổ tiên).
Mới đầu gia phả xuất hiện chỉ trong Hoàng tộc cùng giới quan lại, nhà Lý có Hoàng Triều Ngọc Điệp - năm 1026; nhà Trần có Hoàng Tông Ngọc Điệp, nhà Lê có Hoàng Lê Ngọc Phả... Cùng với sự xuất hiện các gia phả của Hoàng tộc là gia phả của các danh gia, quan lại và cứ thế lan rộng, phổ biến ghi chép gia phả trong nhân dân.
Trước đây, gia phả chủ yếu được ghi chép bằng chữ Hán-chữ Nôm, nhưng qua nhiều năm chiến tranh, nhiều bộ gia phả của các dòng họ cũng mất dần...
Tục làm gia phả phát triển mạnh ở hai miền Bắc và Trung; miền Nam rất ít gia đình làm gia phả (ở đấy còn được gọi là "gia phổ") và biến đổi thành "tông chi" tức tờ "tông chi tông đồ".
Trong gia phả, người đứng đầu ngành trưởng (trưởng họ, trưởng tộc) có bổn phận ghi hết những chi tiết về thân thích và dòng dõi; những người con khác sao lại bản gia phả chính đó. Các gia đình giữ gìn kỹ lưỡng và truyền từ đời cha tới đời con. "Họ" theo nghĩa gốc có liên hệ với nhà và dưới chế độ phong kiến, nối kết con người với đất ruộng: một mái nhà, một gia đình, một họ. Họ và tên của một người định vị trí của cá nhân người đó trong xã hội, xác định cá thể trong một toàn thể.

### Cấu trúc
Gia phả được coi là hoàn chỉnh trước hết phải là một gia phả được ghi chép rõ ràng, chữ nghĩa chân phương, có nội dung cơ bản như sau:
1. Thông tin rõ ràng về người sao lục (biên soạn).
2. Nêu nguồn gốc xuất xứ của gia tộc, là phả ký hay là gia sử.
3. Ghi Thủy Tổ của dòng họ.
4. Ghi từng phả hệ phát sinh từ Thủy Tổ cho đến các đời con cháu sau này. Có phần phả đồ, là cách vẽ như một cây, từng gia đình là từng nhánh, từ gốc đến ngọn cho dễ theo dõi từng đời. Đối với tiền nhân có các mục sau đây:
  - Tên: Gồm tên huý, tên tự, biệt hiệu, thụy hiệu và tên gọi thông thường. Thuộc đời thứ mấy? Con trai thứ mấy của ai?
  - Ngày tháng năm sinh (mất), giờ (nếu nhớ). Mộ nguyên táng, cải táng, di táng tại đâu? Thời gian nào?
  - Học hành, thi cử, đậu đạt, chức vụ, địa vị lúc sinh thời và truy phong sau khi mất.
  - Vợ: chánh thất, kế thất, thứ thất... Họ tên, con thứ mấy của ai? Quê ở đâu? Các mục ngày, tháng, năm sinh, ngày, tháng, năm mất, tuổi thọ, mộ, đều ghi từng người như trên. Nếu có thi đậu hoặc có chức tước, địa vị, được ban thưởng riêng thì ghi thêm.
  - Con: Ghi theo thứ tự năm sinh, nếu nhiều vợ thì ghi rõ con bà nào? Con gái thì cước chú kỹ: con gái thứ mấy, đã lấy chồng thì ghi tên họ chồng, năm sinh, con ông bà nào, quê quán, đậu đạt, chức tước? Sinh con mấy trai mấy gái, tên gì? (Con gái có cước chú còn con trai không cần vì có mục riêng từng người thuộc đời sau).
  - Con nuôi: nếu con nuôi lập tự (là con nhận nuôi  của người trong họ, cùng huyết thống nội thân) thì vẫn phải ghi rõ và phần con cháu phía sau người con nuôi này ghi như bình thường. Nếu là con nuôi hạ phóng thử (trẻ mổ côi đem về nuôi từ bé, con thai hoang đem về nuôi...) phải ghi rõ nhận nuôi năm nào. Nếu bố nuôi là tộc trưởng vẫn không được kế thế tộc trưởng mà vai trò tộc trưởng thuộc con trai trưởng của chú em.
  - Những gương sáng, những tính cách, hành trạng đặc biệt, hoặc những công đức đối với làng xã, họ hàng, xóm giềng... Những lời dạy bảo con cháu đời sau (di huấn), những lời di chúc...
  - Ngoài những mục ghi trên, gia phả nhiều họ còn lưu lại nhiều sự tích đặc biệt hay giai thoại của các vị tiên tổ, những đôi câu đối, những áng văn trước tác hay, những bài thuốc gia truyền...
5. Tiếp theo, là tộc ước. Đây là những quy định-quy ước trong tộc họ, đặt ra nhằm ổn định tộc họ, có công thưởng, có tội phạt, tất nhiên là phải phù hợp với luật pháp chung.
  - Với một tộc họ lớn, có thể có nhiều tông nhánh, chi phái. Phần này sẽ ghi những thông tin chi phái, ai là bắt đâu chi, chi hiện ở đâu, nhà thờ chi...
  - Những thông tin khác về tài sản hương hỏa, bản đồ các khu mộ tiền nhân; các câu đối, sắc phong nếu có v.v.